# Hermonia Vivarini
Hermonia Vivarini (siglo XVI) fue una artista del vidrio veneciana.
El 22 de mayo de 1521 se le concedió una patente de diez años y el privilegio de fabricar una jarra de vidrio con forma de barco de su propio diseño (navicella). Era poco común que las mujeres obtuvieran un privilegio del gremio de cristal de Murano. Fue una artista exitosa y su diseño de cántaro en forma de barco se hizo popular y fue copiado por muchos artistas contemporáneos.
Su padre fue el artista del vidrio Alvise Vivarini, de Murano.